# Coelaenomenodera elaeidis
Coelaenomenodera elaeidis es un coleóptero de la familia Chrysomelidae.
Fue descrita científicamente en 1919 por Maulik.